# Bicarbonate d'ammonium
Le bicarbonate d'ammonium (formule NH4HCO3) est un sel bicarbonate de l'ammonium.
C'est un produit irritant pour la peau, les yeux et le système respiratoire.
Il est utilisé dans l'industrie agroalimentaire comme poudre à lever en association ou non avec d'autres sels comme le bicarbonate de soude.

## Propriétés
- Apparence : à température ambiante, c'est une poudre blanche.
- Solubilité dans l'eau : le bicarbonate d'ammonium est très soluble dans l'eau, qu'il rend alcaline (basique, à pH élevé). Sa dissolution est endothermique, c'est-à-dire qu'elle absorbe de la chaleur et que la température de la solution baisse en absence d'apport externe de chaleur.
- Il porte le numéro E503(ii) comme additif alimentaire.